# 데이비드 라위

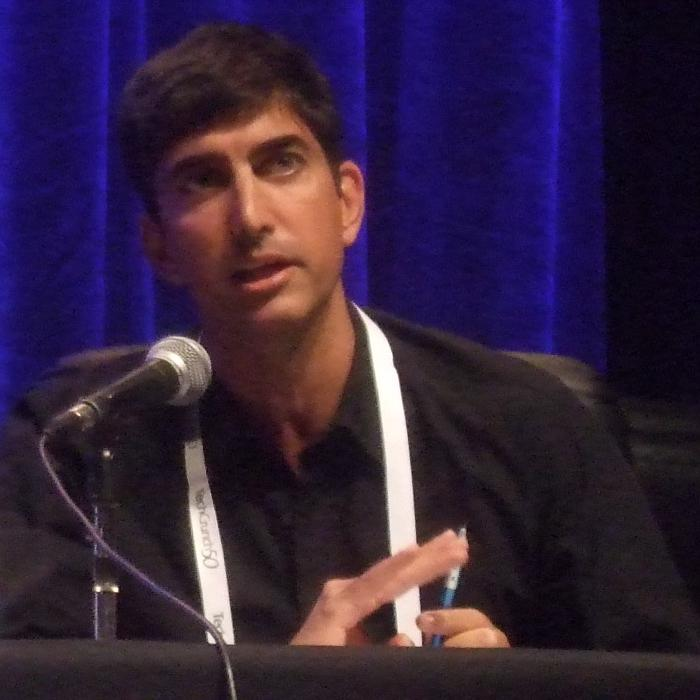

데이비드 라위(영어: David Lawee)는 캐나다에서 출생한 기업인으로, CapitalG(전신: 구글캐피탈)의 창립자이다. 구글에서 M&A 사업을 총괄하며 100여개가 남는 회사들을 인수합병했다. 그 전에는 구글의 마케팅 부회장으로 일하면서 B2B와 소비자 마케팅 업무를 진두지휘했다. 라위는 캐나다 웨스턴 온타리오 대학교에서 철학 학위를, 맥길 대학교에서 법학 학사 학위를, 그리고 시카고 대학교에서 MBA 학위를 취득했다.